# St Andrew (Holborn)

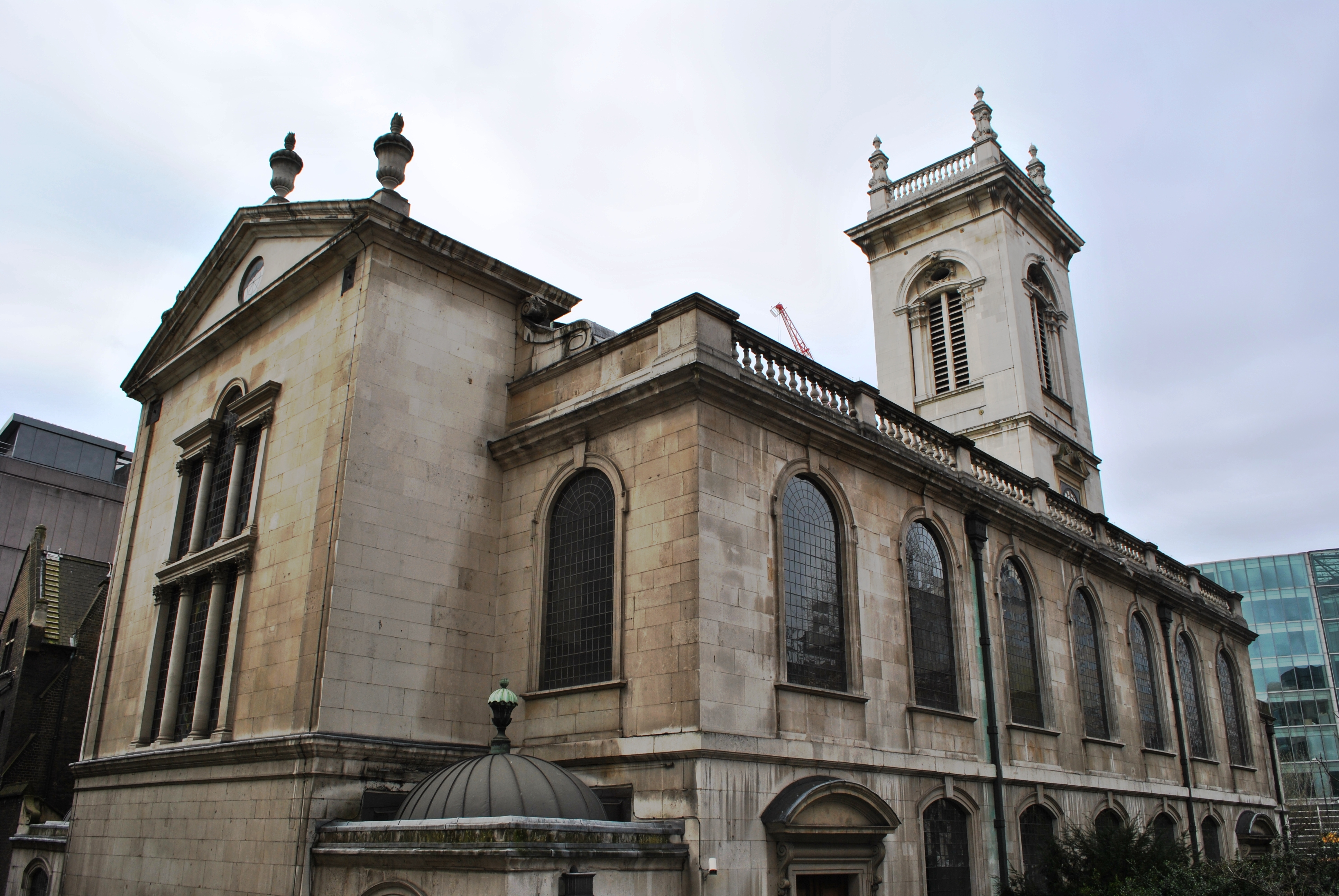
St Andrew, Holborn

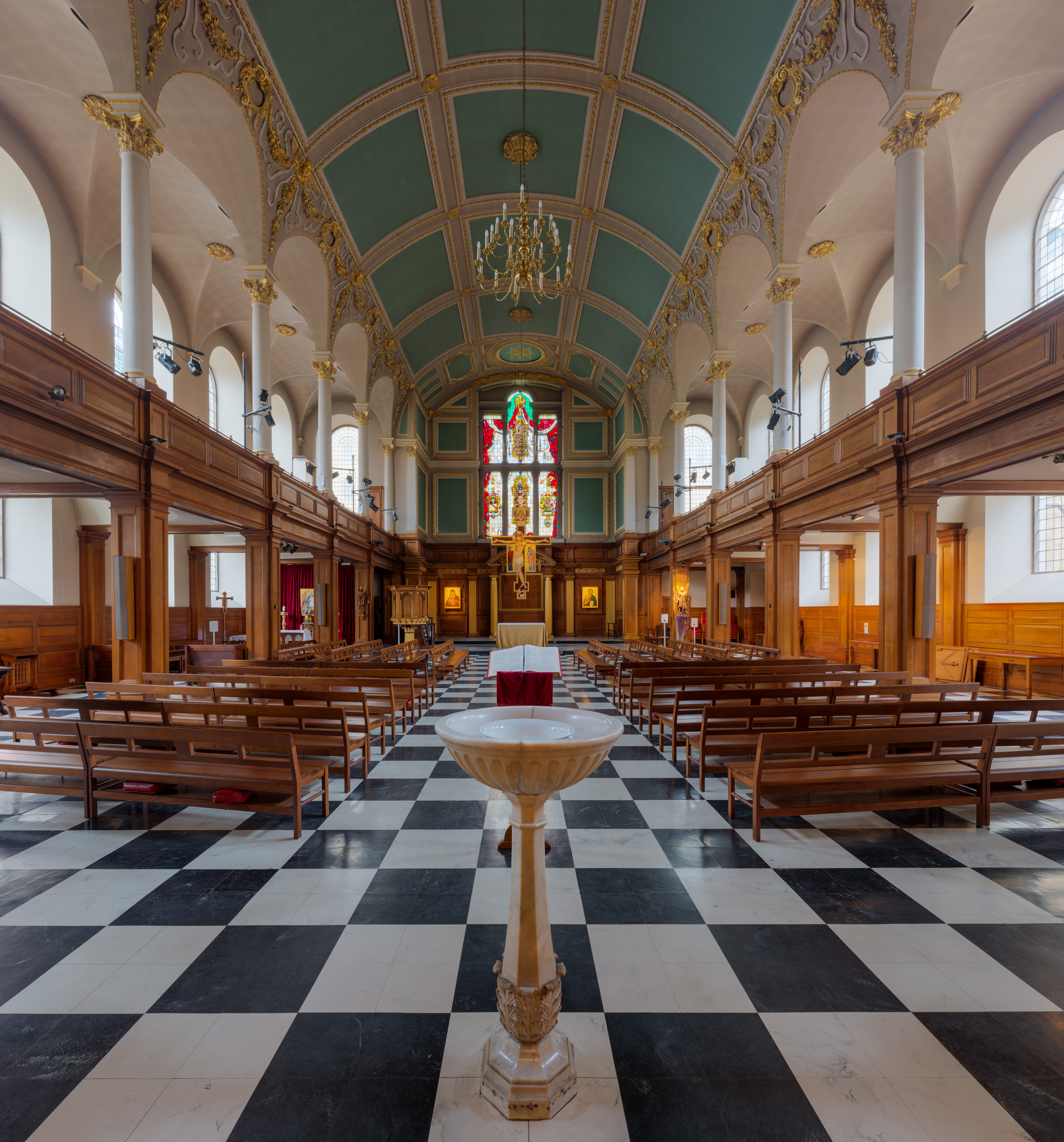
Innenraum

St Andrew, Holborn  ist ein anglikanisches Kirchengebäude im Londoner Stadtteil Holborn.

## Geschichte
Der Überlieferung nach existierte bereits im 10. Jahrhundert eine aus Holz gebaute angelsächsische Kirche. Die im 13. Jahrhundert gegründete Pfarrkirche St Andrew erhielt 1280, finanziert durch eine private Stiftung, einen steinernen Turmbau, eine weitere Stiftung für einen Kirchenneubau erfolgte 1348.
Obwohl das Kirchengebäude beim Großen Brand von London 1666 verschont geblieben war, wurde es nachfolgend wegen seines bereits schlechten Bauzustands von 1684 bis 1690 durch Christopher Wren durch einen Neubau in Portlandstein ersetzt. Der aus dem 15. Jahrhundert stammende Turm, der noch die originalen Fensteröffnungen im Perpendicular Style zeigt, wurde 1703 verkleidet und um ein zusätzliches Geschoss erhöht. Der siebenjochige und dreischiffige Kirchenraum ist als Emporenhalle mit tonnengewölbtem Mittelschiff und kreuzgratgewölbten Seitenschiffen, als stuckierte Holzkonstruktion ausgeführt. Das doppelgeschossige Fenster im Chorraum wurde als Palladiomotiv ausgeführt.

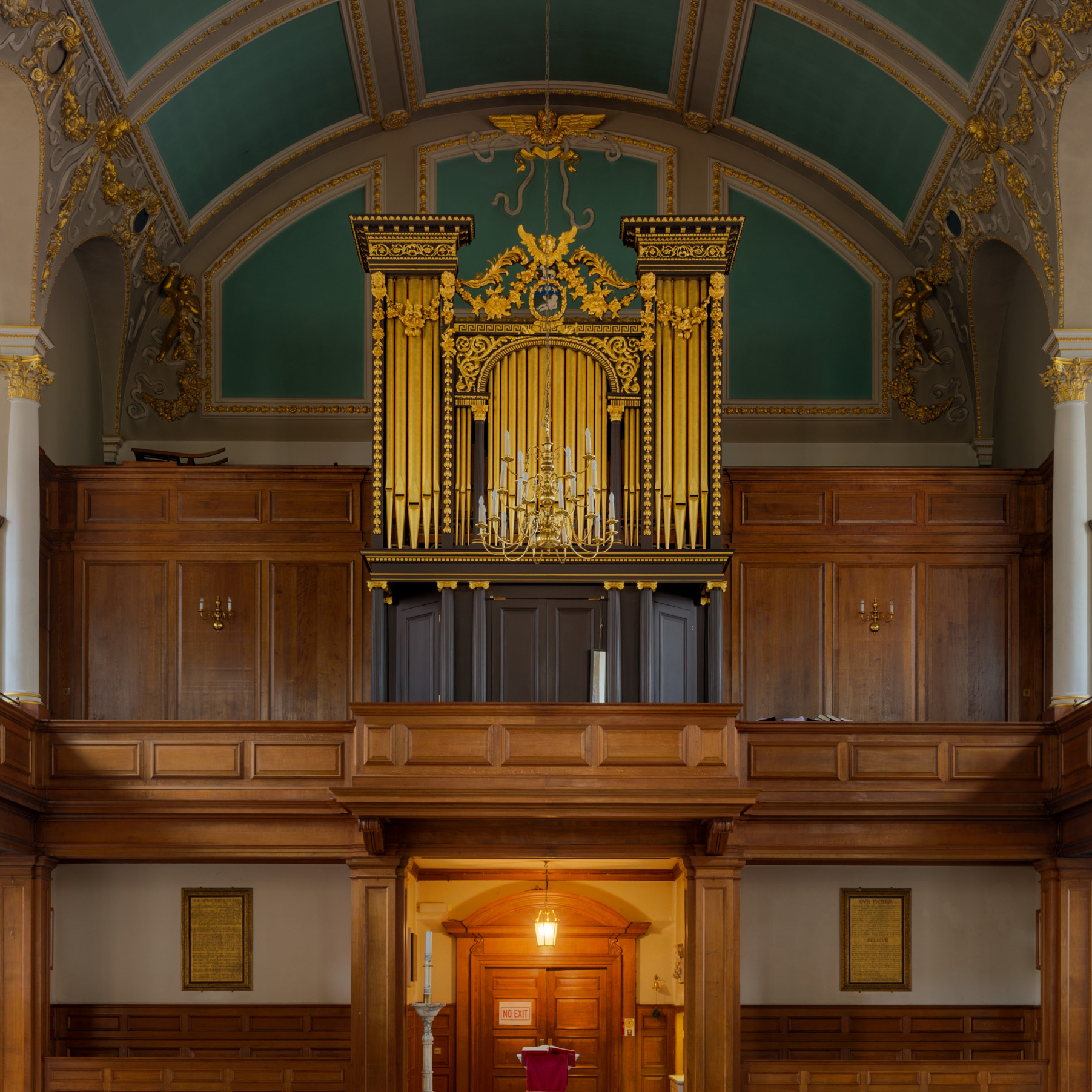
Orgel

Während des Zweiten Weltkriegs wurde die Kirche bis auf die Umfassungsmauern zerstört und anschließend, einschließlich ihrer Ausstattung, bis 1960 in der alten Form rekonstruiert. 
Die Orgel von 1989 inkorporiert in ihrem Prospekt Teile des 1750 von Georg Friedrich Händel für das Waisenhaus in Bloomsbury entworfenen Instruments. Bedeutende Organisten an der Kirche waren Daniel Purcell, Maurice Greene und John Stanley.